# 拉夫兰博勒
拉夫兰博勒（法語：Lafrimbolle，法語發音：[lafʁɛ̃bɔl]；洛林语：Leinfribol）是法国摩泽尔省的一个市镇，属于萨尔堡-萨兰堡区。

## 地理
拉夫兰博勒（48°35'41"N, 7°1'8"E）面积10.72 平方千米，位于法国大東部大區摩泽尔省，该省份为法国东北部内陆省份，是洛林的一部分，西南接默尔特-摩泽尔省，东临下莱茵省，北与卢森堡和德国接壤。
与拉夫兰博勒接壤的市镇（或旧市镇、城区）包括：贝尔特朗布瓦、梅泰里圣基兰、尼德罗夫、蒂尔克斯坦-布朗克吕。

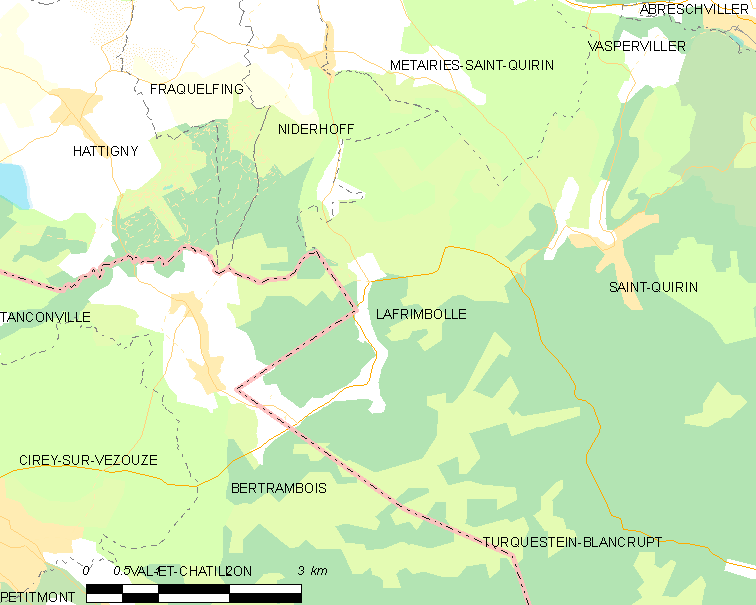
拉夫兰博勒的OSM定位图

拉夫兰博勒的时区为UTC+01:00、UTC+02:00（夏令时）。

## 行政
拉夫兰博勒的邮政编码为57560，INSEE市镇编码为57374。

## 政治
拉夫兰博勒所属的省级选区为法尔斯堡县。

## 人口

1962-2008年间拉夫兰博勒人口变化图示

拉夫兰博勒于2022年1月1日时的人口数量为207人。